# CP Urbanos do Porto

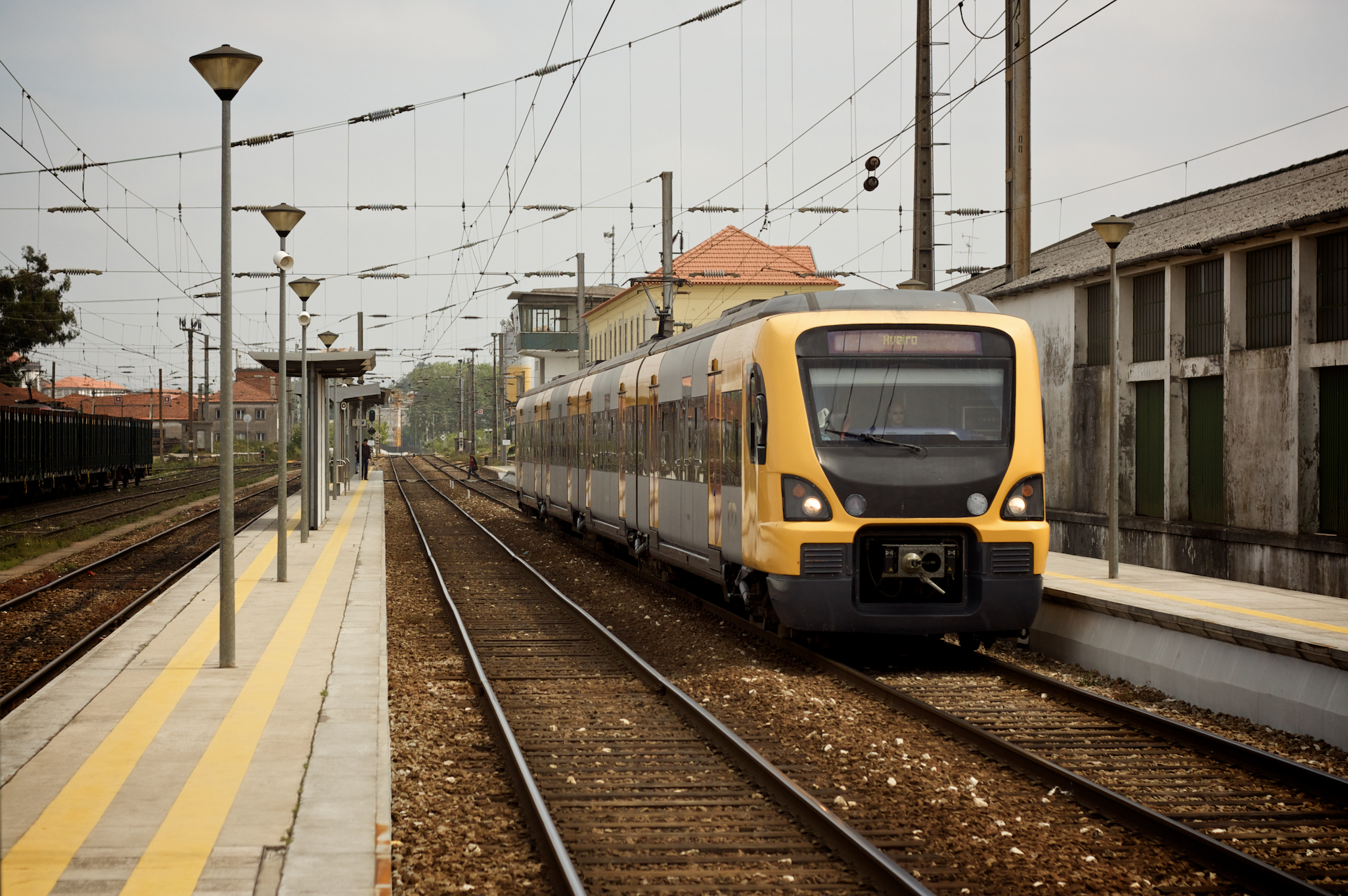
Convoglio CP 3400 Bombardier nella stazione di Vila Nova de Gaia (7 maggio 2009)

CP Urbanos do Porto è una unità operativa delle Caminhos de Ferro Portugueses che fornisce servizi ferroviari passeggeri suburbani nell'area metropolitana del Grande Porto e nelle vicinali quali le subregioni del Cávado fino a Braga, di Ave fino a Guimarães, di Tâmega fino a Marco de Canaveses e del Basso Vouga fino ad Aveiro entro un raggio di circa 60 km intorno alla città di Porto.

## Storia
In seguito alla riorganizzazione secondo una logica di impresa, approvata dal Consiglio di amministrazione delle CP il 6 novembre 1997 vennero costituite delle unità organizzative con gestione autonoma in funzione di specifiche richieste di mercato. Nacquero così CP Urbanos de Lisboa (USGL-Unidade de Suburbanos da Grande Lisboa) e CP Urbanos do Porto (USGP-Unidade de Suburbanos do Grande Porto) che insieme trasportano circa l'80% del totale di passeggeri trasportati dalle CP.

## La rete

| CP Urbanos do Porto | CP Urbanos do Porto         | CP Urbanos do Porto     | CP Urbanos do Porto | CP Urbanos do Porto | CP Urbanos do Porto |                          |
| ------------------- | --------------------------- | ----------------------- | ------------------- | ------------------- | ------------------- | ------------------------ |
| Nome linea          | Percorso                    | Linee utilizzate        | Lunghezza(km)       | Stazioni            | Anno di apertura    | Convogli                 |
| Linha do Duero      | Porto-São Bento ↔ Caíde     |                         | 46,0                | 22                  | 6 novembre 1997     | UME CP 3400 (Bombardier) |
| Linea di Guimarães  | Porto-São Bento ↔ Guimarães | do Minho e di Guimarães | 55,7                | 25                  | 30 ottobre 1938     | UME CP 3400 (Bombardier) |
| Línha de Braga      | Porto-São Bento ↔ Braga     | do Minho e de Braga     | 53,9                | 28                  | 21 maggio 1875      | UME CP 3400 (Bombardier) |
| Linha do Norte      | Porto-São Bento ↔ Aveiro    | do Norte                | -                   | 25                  | 4 novembre 1877     | UME CP 3400 (Bombardier) |
| Linha de Leixões    | Porto-São Bento ↔ Leixões   |                         | -                   | -                   | 22 maggio 2009      | -                        |